# Valeria Esposito
Valeria Esposito (Napoli, 1961) è un soprano italiano.
Nel 1987 le è stato assegnato il premio della BBC, Cardiff Singer of the World.